# Discografia di will.i.am
La discografia del cantante statunitense will.i.am è composta da 4 album, 1 compilation e 40 singoli, 3 singoli promozionali e 39 video musicali. Il suo primo album da solista, Lost Change, è stato pubblicato nell'ottobre 2001.

## Album

### Album in studio
| Anno                                                              | Titolo | Posizioni massime in classifica | Posizioni massime in classifica | Posizioni massime in classifica | Posizioni massime in classifica | Posizioni massime in classifica | Posizioni massime in classifica | Posizioni massime in classifica | Posizioni massime in classifica | Posizioni massime in classifica | Certificazioni e vendite                 |
| Anno                                                              | Titolo | US                              | US R&B/Hip-Hop                  | CAN                             | AUS                             | FRA                             | ITA                             | SWI                             | IRL                             | UK                              | Certificazioni e vendite                 |
| ----------------------------------------------------------------- | --- | ------------------------------- | ------------------------------- | ------------------------------- | ------------------------------- | ------------------------------- | ------------------------------- | ------------------------------- | ------------------------------- | ------------------------------- | ---------------------------------------- |
| 2001                                                              | Lost Change - Pubblicazione: 2 ottobre 2001 - Etichetta: Warner Sunset Records, Atlantic - Formati: CD, download digitale    | —                               | —                               | —                               | —                               | —                               | —                               | —                               | —                               | —                               |                                          |
| 2003                                                              | Must B 21 - Pubblicazione: 23 settembre 2003 - Etichetta: Interscope, Columbia - Formati: CD, digital download               | —                               | —                               | —                               | —                               | —                               | —                               | —                               | —                               | —                               |                                          |
| 2007                                                              | Songs About Girls - Pubblicazione: 25 settembre 2007 - Etichetta: A&M, will.i.am Music Group - Formati: CD, digital download | 38                              | 14                              | —                               | 58                              | 89                              | —                               | 27                              | —                               | 68                              | - US: 21 000 - ARIA: 870                 |
| 2013                                                              | #willpower - Pubblicazione: 1º marzo 2013 - Etichetta: will.i.am Music Group - Formati: CD, download digitale                | 9                               | —                               | 5                               | 9                               | 5                               | 15                              | 10                              | 5                               | 3                               | - US: 64 000 - BPI: Oro - Mondo: 490 000 |
| "—" indica che l'album non è entrato in classifica in quel Paese. | |                                 |                                 |                                 |                                 |                                 |                                 |                                 |                                 |                                 |                                          |

### Raccolte
| Anno | Titolo |
| ---- | --- |
| 2008 | The Black Eyed Peas Family Best - Pubblicazione: 9 giugno 2008 - Etichetta: Universal - Formati: CD, download digitale |

## Singoli
| Anno                                                              | Singolo                                                                    | Posizioni massime in classifica | Posizioni massime in classifica | Posizioni massime in classifica | Posizioni massime in classifica | Posizioni massime in classifica | Posizioni massime in classifica | Posizioni massime in classifica | Posizioni massime in classifica | Posizioni massime in classifica | Posizioni massime in classifica | Posizioni massime in classifica | Certificazioni                                                                          | Album                                     |
| Anno                                                              | Singolo                                                                    | US                              | AUS                             | CAN                             | FRA                             | GER                             | IRL                             | ITA                             | NZ                              | SWE                             | SWI                             | UK                              | Certificazioni                                                                          | Album                                     |
| ----------------------------------------------------------------- | -------------------------------------------------------------------------- | ------------------------------- | ------------------------------- | ------------------------------- | ------------------------------- | ------------------------------- | ------------------------------- | ------------------------------- | ------------------------------- | ------------------------------- | ------------------------------- | ------------------------------- | --------------------------------------------------------------------------------------- | ----------------------------------------- |
| 2001                                                              | I Am                                                                       | —                               | —                               | —                               | —                               | —                               | —                               | —                               | —                               | —                               | —                               | —                               |                                                                                         | Lost Change                               |
| 2007                                                              | I Got It from My Mama                                                      | 31                              | 19                              | 18                              | 49                              | 33                              | —                               | 14                              | —                               | 18                              | 77                              | 38                              |                                                                                         | Songs About Girls                         |
| 2008                                                              | Heartbreaker (feat. Cheryl Cole)                                           | —                               | —                               | —                               | —                               | —                               | 7                               | —                               | —                               | —                               | —                               | 4                               | - BPI: Argento                                                                          | Songs About Girls                         |
| 2008                                                              | One More Chance                                                            | —                               | —                               | —                               | —                               | —                               | —                               | —                               | —                               | —                               | —                               | 97                              |                                                                                         | Songs About Girls                         |
| 2008                                                              | Yes We Can                                                                 | —                               | —                               | —                               | —                               | —                               | —                               | —                               | —                               | —                               | —                               | —                               |                                                                                         | Change Is Now: Renewing America's Promise |
| 2008                                                              | We Are the Ones                                                            | —                               | —                               | —                               | —                               | —                               | —                               | —                               | —                               | —                               | —                               | —                               |                                                                                         | Change Is Now: Renewing America's Promise |
| 2008                                                              | It's a New Day                                                             | 78                              | —                               | 84                              | —                               | —                               | —                               | —                               | —                               | —                               | —                               | —                               |                                                                                         | Change Is Now: Renewing America's Promise |
| 2009                                                              | America's Song (con David Foster, Bono, Mary J. Blige, Faith Hill e Seal)  | —                               | —                               | —                               | —                               | —                               | —                               | —                               | —                               | —                               | —                               | —                               |                                                                                         | Change Is Now: Renewing America's Promise |
| 2010                                                              | Check It Out (con Nicki Minaj)                                             | 24                              | 21                              | 14                              | —                               | —                               | 14                              | —                               | —                               | —                               | —                               | 11                              | - BPI: Argento                                                                          | Pink Friday                               |
| 2011                                                              | T.H.E. (The Hardest Ever) (con Jennifer Lopez e Mick Jagger)               | 36                              | 57                              | 10                              | —                               | —                               | 13                              | —                               | —                               | —                               | 41                              | 3                               | - BPI: Argento                                                                          | #willpower                                |
| 2011                                                              | Great Times                                                                | —                               | —                               | —                               | —                               | —                               | —                               | —                               | —                               | —                               | —                               | —                               |                                                                                         | #willpower                                |
| 2012                                                              | This Is Love (con Eva Simons)                                              | —                               | 7                               | 14                              | 2                               | 54                              | 1                               | 23                              | 5                               | 10                              | 8                               | 1                               | - ARIA: 2× Platino - FIMI: Oro - BPI: Oro                                               | #willpower                                |
| 2012                                                              | Scream & Shout (con Britney Spears)                                        | 3                               | 2                               | 1                               | 1                               | 1                               | 1                               | 1                               | 1                               | 2                               | 1                               | 1                               | - ARIA: 6x Platino - RIAA: 3x Platino - BPI: Platino - FIMI: Platino - Mondo: 6 000 000 | #willpower                                |
| 2013                                                              | #thatPower (featuring Justin Bieber)                                       | 17                              | 6                               | 6                               | 11                              | 7                               | 5                               | 19                              | 16                              | 3                               | 23                              | 2                               | - ARIA: Platino - RIAA: Platino - BPI: Oro - FIMI: Platino                              | #willpower                                |
| 2013                                                              | Fall Down (con Miley Cyrus)                                                | 58                              | 14                              | 15                              | 48                              | —                               | 17                              | —                               | 15                              | 37                              | 59                              | 34                              | - ARIA: Platino                                                                         | #willpower                                |
| 2013                                                              | Feelin' Myself (con Miley Cyrus, French Montana, Wiz Khalifa e DJ Mustard) | 96                              | 34                              | —                               | 50                              | 55                              | 3                               | —                               | 16                              | —                               | —                               | 2                               | - BPI: Platino                                                                          | #willpower                                |
| 2013                                                              | Bang Bang (con Cody Wise)                                                  | —                               | —                               | —                               | 53                              | —                               | 14                              | —                               | —                               | —                               | —                               | 3                               | - BPI: Platino                                                                          | #willpower                                |
| 2013                                                              | It's My Birthday (con Cody Wise)                                           | —                               | 4                               | —                               | 167                             | 41                              | 25                              | —                               | 16                              | —                               | —                               | 1                               | - ARIA: Platino - BPI: Oro                                                              | N/A                                       |
| "—" indica che l'album non è entrato in classifica in quel Paese. |                                                                            |                                 |                                 |                                 |                                 |                                 |                                 |                                 |                                 |                                 |                                 |                                 |                                                                                         |                                           |

### Collaborazioni
| Anno                                                              | Singolo                                                                   | Posizioni massime in classifica | Posizioni massime in classifica | Posizioni massime in classifica | Posizioni massime in classifica | Posizioni massime in classifica | Posizioni massime in classifica | Posizioni massime in classifica | Posizioni massime in classifica | Posizioni massime in classifica | Posizioni massime in classifica | Posizioni massime in classifica | Certificazioni                                                                             | Album              |
| Anno                                                              | Singolo                                                                   | US                              | US Pop                          | US R&B                          | ITA                             | AUS                             | CAN                             | FRA                             | IRL                             | NZ                              | SWI                             | UK                              | Certificazioni                                                                             | Album              |
| ----------------------------------------------------------------- | ------------------------------------------------------------------------- | ------------------------------- | ------------------------------- | ------------------------------- | ------------------------------- | ------------------------------- | ------------------------------- | ------------------------------- | ------------------------------- | ------------------------------- | ------------------------------- | ------------------------------- | ------------------------------------------------------------------------------------------ | ------------------ |
| 2001                                                              | Vocal Artillery (Ozomatli con Medusa, will.i.am, and Kanetic Source)      | —                               | —                               | —                               | —                               | —                               | —                               | —                               | —                               | —                               | —                               | —                               |                                                                                            | Embrace the Chaos  |
| 2005                                                              | CB (Sangue Bom) (Marcelo D2 con will.i.am)                                | —                               | —                               | —                               | —                               | —                               | —                               | —                               | —                               | —                               | —                               | —                               |                                                                                            | Acústico MTV       |
| 2005                                                              | La Patte (Saïan Supa Crew con will.i.am)                                  | —                               | —                               | —                               | —                               | —                               | —                               | —                               | —                               | —                               | —                               | —                               |                                                                                            | Hold Up            |
| 2005                                                              | Beep (Pussycat Dolls con will.i.am)                                       | 13                              | 5                               | —                               | 10                              | 3                               | —                               | 10                              | 2                               | 1                               | 6                               | 2                               | - ARIA: Oro - BPI: Argento                                                                 | PCD                |
| 2006                                                              | I Love My Bitch (Busta Rhymes con Kelis e will.i.am)                      | 41                              | —                               | 18                              | —                               | 22                              | —                               | —                               | 18                              | 8                               | 22                              | 8                               |                                                                                            | The Big Bang       |
| 2006                                                              | That Heat (Sérgio Mendes con Erykah Badu e will.i.am)                     | —                               | —                               | —                               | —                               | —                               | —                               | —                               | —                               | —                               | —                               | —                               |                                                                                            | Timeless           |
| 2006                                                              | Keep Bouncin' (Too Short con will.i.am e Snoop Dogg)                      | —                               | —                               | 93                              | —                               | —                               | —                               | —                               | —                               | —                               | —                               | —                               |                                                                                            | Blow the Whistle   |
| 2006                                                              | Fergalicious (Fergie con will.i.am)                                       | 2                               | 2                               | 71                              | 44                              | 4                               | 24                              | 15                              | 38                              | 5                               | 29                              | 105                             | - RIAA: 4× Platino - ARIA: Oro - BPI: Argento - Mondo: 4 300 000                           | The Dutchess       |
| 2006                                                              | Hip Hop Is Dead (Nas con will.i.am)                                       | 41                              | —                               | 48                              | —                               | 84                              | —                               | —                               | 27                              | 28                              | —                               | 36                              |                                                                                            | Hip Hop Is Dead    |
| 2006                                                              | A Dream (Common con will.i.am)                                            | —                               | —                               | 116                             | —                               | —                               | —                               | —                               | —                               | —                               | —                               | 108                             |                                                                                            | Freedom Writers    |
| 2007                                                              | Baby Love (Nicole Scherzinger con will.i.am)                              | —                               | —                               | —                               | 9                               | 58                              | —                               | —                               | 15                              | —                               | 14                              | 14                              |                                                                                            | N/A                |
| 2007                                                              | Hot Thing (Talib Kweli con will.i.am)                                     | —                               | —                               | 102                             | —                               | —                               | —                               | —                               | —                               | —                               | —                               | —                               |                                                                                            | Eardrum            |
| 2007                                                              | Wait a Minute (Just a Touch) (Estelle con will.i.am)                      | —                               | —                               | —                               | —                               | —                               | —                               | —                               | —                               | —                               | —                               | —                               |                                                                                            | Shine              |
| 2007                                                              | Be OK (Chrisette Michele con will.i.am)                                   | —                               | —                               | 61                              | —                               | —                               | —                               | —                               | —                               | —                               | —                               | —                               |                                                                                            | I Am               |
| 2007                                                              | I Want You (Common con will.i.am)                                         | —                               | —                               | 32                              | —                               | —                               | —                               | —                               | —                               | —                               | —                               | —                               |                                                                                            | Finding Forever    |
| 2008                                                              | The Girl Is Mine 2008 (Michael Jackson con will.i.am)                     | —                               | —                               | —                               | —                               | 60                              | 76                              | 22                              | 38                              | —                               | 47                              | 32                              |                                                                                            | Thriller 25        |
| 2008                                                              | In the Ayer (Flo Rida con will.i.am)                                      | 9                               | 12                              | —                               | —                               | 19                              | 13                              | —                               | 13                              | 9                               | —                               | 29                              | - RIAA: 2× Platino                                                                         | Mail on Sunday     |
| 2008                                                              | Funky Bahia (Sérgio Mendes con will.i.am e Siedah Garrett)                | —                               | —                               | —                               | —                               | —                               | —                               | —                               | —                               | —                               | —                               | —                               |                                                                                            | Encanto            |
| 2008                                                              | What's Your Name (Usher con will.i.am)                                    | —                               | —                               | —                               | —                               | 91                              | 84                              | —                               | —                               | —                               | —                               | —                               |                                                                                            | Here I Stand       |
| 2008                                                              | All My Life (In the Ghetto) (Jay Rock con Lil Wayne e will.i.am)          | —                               | —                               | —                               | —                               | —                               | —                               | —                               | —                               | —                               | —                               | —                               |                                                                                            | Follow Me Home     |
| 2009                                                              | I Wanna Go Crazy (David Guetta e will.i.am)                               | —                               | —                               | —                               | —                               | —                               | 83                              | —                               | —                               | —                               | —                               | 92                              |                                                                                            | One Love           |
| 2009                                                              | 3 Words (Cheryl Cole con will.i.am)                                       | —                               | —                               | —                               | 7                               | 5                               | —                               | —                               | 7                               | —                               | —                               | 4                               | - ARIA: Platino - BPI: Argento - FIMI: Oro                                                 | 3 Words            |
| 2010                                                              | I'm in the House (Steve Aoki con will.i.am, accreditato come Zuper Blahq) | —                               | —                               | —                               | —                               | —                               | —                               | —                               | —                               | —                               | —                               | 29                              |                                                                                            | -                  |
| 2010                                                              | OMG (Usher con will.i.am)                                                 | 1                               | 2                               | 3                               | —                               | 1                               | 2                               | 69                              | 1                               | 1                               | 38                              | 1                               | - RIAA: 4× Platino - ARIA: 5× Platino - BPI: Platino - Mondo: 6 100 000                    | Raymond v. Raymond |
| 2010                                                              | Wavin' Flag (Celebration Mix) (K'naan con will.i.am e David Guetta)       | —                               | —                               | —                               | —                               | —                               | —                               | —                               | —                               | —                               | —                               | —                               |                                                                                            | Troubadour         |
| 2011                                                              | Forever (Wolfgang Gartner con will.i.am)                                  | —                               | —                               | —                               | —                               | —                               | —                               | —                               | —                               | —                               | —                               | 43                              |                                                                                            | Weekend in America |
| 2011                                                              | Free (Natalia Kills con will.i.am)                                        | —                               | —                               | —                               | —                               | —                               | —                               | —                               | —                               | —                               | —                               | 118                             |                                                                                            | Perfectionist      |
| 2012                                                              | Hall of Fame (The Script con will.i.am)                                   | 25                              | —                               | —                               | 5                               | 4                               | 25                              | 60                              | 1                               | 3                               | 3                               | 1                               | - RIAA: 2x Platino - ARIA: 6× Platino - BPI: Platino - FIMI: 3x Platino - Mondo: 4 500 000 | #3                 |
| 2012                                                              | Problem? (Becky G con will.i.am)                                          | —                               | —                               | —                               | —                               | —                               | —                               | —                               | —                               | —                               | —                               | —                               |                                                                                            | N/A                |
| "—" indica che l'album non è entrato in classifica in quel Paese. |                                                                           |                                 |                                 |                                 |                                 |                                 |                                 |                                 |                                 |                                 |                                 |                                 |                                                                                            |                    |

### Come artista ospite
| Anno | Canzone   | Artista principale         | Album                                               |
| ---- | --------- | -------------------------- | --------------------------------------------------- |
| 2004 | I Know    | Destiny's Child            | Unity: The Official Athens 2004 Olympic Games Album |
| 2005 | About You | Mary J. Blige, Nina Simone | The Breakthrough                                    |
| 2006 | Do It     | Ciara                      | Ciara: The Evolution                                |